# 西米爾特莫爾 (伊利諾伊州)
西米爾特莫爾（英語：West Miltmore）是位於美國伊利諾伊州萊克縣的一個非建制地區。該地的面積和人口皆未知。

## 地理
西米爾特莫爾的座標為42°23′52″N 88°03′28″W / 42.39778°N 88.05778°W，而該地的平均海拔高度為246米（即807英尺）。